# 鄭宗古
鄭宗古（1492年—？年），字本醇，湖广荆州府石首縣人，明朝政治人物。

## 生平
治《易經》，行七，由縣學生中式正德十四年（1519年）己卯科湖廣鄉試第九名舉人，年三十二歲中式嘉靖二年（1523年）癸未科會試第二百八十七名，第二甲第八十六名進士。嘉靖十三年至十九年任廣東潮州府知府，升廣西副使，分巡左江道，加参政。二十二年十二月考察去职。

## 家族
曾祖鄭安恭。祖父鄭綸，训导。父鄭道齊。母王氏。具庆下。兄宗載（同知）、弟宗是、宗正、宗惇、宗惠。